# A Petshop of Horrors köteteinek listája
Ez a lista a Petshop of Horrors című manga megjelent köteteit tartalmazza.
|  | Alább a cselekmény részletei következnek! |

## Petshop of Horrors

### Tankóbon kötetek
| Kötet | Borító (japán) | Fejezetek |
| ----- | --- | --- |
| #1    | | Dream Egy fiatal, gazdag lány tér be az állatkereskedésbe és a világ legritkább madarát akarja megvásárolni. A madár szomorú és magányos éneke annyira meghatja a lányt, hogy megbízza D-t, hogy szerezzen be egy párt madara számára. D teljesíti a lány kívánságát de a lelkére köti, hogy egy hétig be se nézzen a két madárhoz. A lánynak hamarosan meg kell tanulnia, hogy a biztos tudás néha fájdalmasabb a tudatlanságnál.         |
| #1    | Despair Egy színészt, Robin Hendrixet és házikedvencét, egy albínó gyíkot holtan találnak lakásán. Az eset felgöngyölítésével a fiatal és forrófejű rendőrnyomozót, Leon Orcotot bízzák meg. Leon ezt, és a korábban történt állattámadásokkal kapcsolatos haláleseteket összevetve eljut D állatkereskedésébe. D egy csésze tea mellett különös történetet mesél neki egy színészről, akit saját múltja egészen a haláláig kísértett. | |
| #1    | Daughter Az állatkereskedést egy gyászoló házaspár keresi fel, akik nemrég veszítették el egyetlen leányukat. D egy különleges nyulat ajánl a párnak, akik abban halott lányukat vélik felfedezni. Az anya túlzott gondoskodása és elvakult szeretete azonban az egész várost fenyegető katasztrófához vezet. | |
| #1    | Dreizehn Egy fiatal lány szülei egy rablótámadást követő tűzvészben veszítették életüket. A lány pedig a sokktól elveszítette látását. Nagybátyjával felkeresi régi ismerősét D-t, aki egy képzett katonai kutyát ad a lánynak, hogy szeme helyett szeme legyen. Hamarosan kiderül, hogy a lány pártfogói közül nem mindenki az, akinek látszik. | |
| #1    | Megjelenés: - 1995. február – Ohzora Comic Creation – ISBN 4-3919-1521-9 - 1996. június 25. – TongLi – ISBN 9-5734-3387-7 - 2003. június 17. – Tokyopop – ISBN 1-5918-2363-3 - 2005. november – Tokyopop – ISBN 3-8658-0381-4 | |
| #2    | | Dragon A karácsonyi kavarodás közepette D véletlenül összecserél két tojást az állatkereskedésben. Egy nagyapa az unokájának egy teknőst szeretett volna venni, de ehelyett egy sárkánytojást kapott. D-nek és Leonnak át kell verekedniük magukat San Francisco karácsonyi forgatagán, hogy visszacseréljék a tojást, mielőtt a sárkány kikel.                                                                                            |
| #2    | Dice Egy megrögzött szerencsejátékos nem éppen legszerencsésebb napjait éli, mikor a zuhogó esőben megszán és magához vesz egy elkóborolt cicát. Másnap, hogy anyagi helyzetét javítsa zsebtolvajlásra adja a fejét, de sorozatos balszerencséjének köszönhetően, Leon elkapja és beviszi az őrsre. D megjelenik a rendőrségen és kiszabadítja a férfit annak nagy meglepetésére. Mint kiderült a cica D kerekedéséből kóborolt el és a férfit választotta új gazdájának. | |
| #2    | Delicious Egy fiatal énekesnő az esküvője napján a tengerbe zuhan és elnyelik a hullámok. Nem sokkal később D felkeresi a lány férjét, mondván az eltűnt nő még korábban rendelt egy különleges halat az állatkereskedéstől. A férfi meglátogatja D-t és megrökönyödve tapasztalja, hogy a rendelt hal egy sellő, ami ráadásul megtévesztésig hasonlít letűnt feleségére. | |
| #2    | Destruction Leon egy este meglátja D-t amint az egy számára gyanúsnak vélt kofferral igyekszik valahová. Leon, abban a reményben, hogy végre leleplezheti D titkos üzelmeit, követi őt egészen a természettudományi múzeumig. A múzeumban Leon nem akar hinni a szemének mikor kiderül, hogy D csak teázni lopakodott be éjnek évadján a múzeumba. Mikor kérdőre akarja vonni az elszenderült D-t, Leon is elveszíti az eszméletét a D által kihelyezett füstölők szagától. Mikor Leon magához tér egy történelem előtti paradicsomban találja magát ahol kellemetlen leckét kell megtanulnia a túlélésről és annak áráról. | |
| #2    | Megjelenés: - 1995. szeptember – Ohzora Comic Creation – ISBN 4-3919-1549-9 - – TongLi – - 2003. augusztus 12. – Tokyopop – ISBN 1-5918-2364-1 - 2005. december – Tokyopop – ISBN 3-8658-0382-2 | |
| #3    | | Diamonde Leon és ügyosztálya fontos megbízatást kap. Egy királyi családból származó nőt kell megvédenie, aki azért menekült az Államokba mert hazájában a trónkövetelők meg akarják öletni. A bérgyilkos azonban sikerrel jár, megöli a nőt és elmenekül. Azt azonban Leon sem gondolta, hogy a merénylő személyleírása alapján D lesz a gyanúsított.                                                                                      |
| #3    | Desire Egy kislány megunta új kutyusát és mostohán bánik vele. D egy sokkal izgalmasabb háziállatot kínál a lánynak, aki még nem tudja, hogy a gazda és a háziállat szerepe néha megcserélődhet. | |
| #3    | Dessert A városban sorra tűnnek el a fiatal nők és férfiak. Eközben D saját súlyos problémájával szembesül otthonában; kifogyott a teából. Ezért meghívja Leont egy kínai étterembe, ahol megismerkednek az étterem új szakácsával. D megfoghatatlan módon, és nem csak cukrászi készségei miatt vonzódni kezd a férfihez, amivel Leon nem igazán tud mit kezdeni. Az édes máz mögött pedig gyakran más is rejlik. | |
| #3    | Devil Leon kénytelen-kelletlen csatlakozik D-hez egy kis délutáni piknikre a parkban, mikor összefutnak egy idős német asszonnyal aki úgy tűnik ismeri D-t, ő viszont nem emlékszik a nőre. Kiderül, hogy a nő D nagyapjának egyik volt „ügyfele” aki egy plüssmackót kapott D nagyapjától. Azt azonban D sem tudja, hogy nagyapja miért egy játékot adott a nőnek egy igazi állat helyett. | |
| #3    | Megjelenés: - 1996. január – Ohzora Comic Creation – ISBN 4-3919-1575-8 - 1997. november 5. – TongLi – ISBN 9-5734-5512-9 - 2003. október 14. – Tokyopop – ISBN 1-5918-2365-X - 2006. január – Tokyopop – ISBN 3-8658-0383-0 | |
| #4    | | Digital Egy rendszermérnök gyilkosság áldozata lett, az egyetlen tanúnak, aki elmondhatná ki a gyilkos pedig digitális kopoltyúja van, ugyanis egy mesterséges hal, az áldozat számítógépén. |
| #4    | Flowers and the Detective-Part 1 Hogy Leon szerelmi csalódása után D felvidítsa Leon napját, egy virágot ajándékoz neki. Leon először nincs elragadtatva a növénytől, idővel azonban megkedveli és a virág még Leon életét is megmenti. | |
| #4    | Dark Horse Leon és D egy filmforgatáson asszisztálnak, és megismerkednek egy fiatal kaszkadőrlánnyal. A lány nagy bajban van; anyagi gondokkal küzd és nem engedheti meg magának süket lova, „1000 halál” fenntartását, aki pedig az egyetlen „családtagja”. D felajánlja, hogy bármi pénzt megad a lóért, de a lány végül képtelen megválni tőle. A lány egyetlen reménye egy derbi megnyerése, ahol persze Leon és D is jelen van a nézők soraiban. | |
| #4    | Flowers and the Detective-Part 2 Miközben Leon D-t keresi az állatkereskedésben egy gyönyörű nőre talál, aki azonban, ahogyan az ebben az állatkereskedésben szokás, nem az, akinek látszik. | |
| #4    | Dracula Egy sorozatgyilkos egyre szedi áldozatait a városban, akik mind fiatal kínai férfiak. Mivel az áldozatok nagyban hasonlítanak egymásra, és D grófra is, ezért Leon azt a megbízást kapja, hogy óvja meg a gróf életét. Mikor Leon az állatkereskedésben ér D-t és egy másik, különös férfit igen félreérthető helyzetben talál. | |
| #4    | Megjelenés: - 1996. június – Ohzora Comic Creation – ISBN 4-3919-1601-0 - 1998. április 10. – TongLi – ISBN 9-5734-5513-7 - 2004. január 6. – Tokyopop – ISBN 1-5918-2501-6 - 2006. március – Tokyopop – ISBN 3-8658-0384-9 | |
| #5    | | Dual Egy kongresszusi képviselő és titkára azért keresik fel D-t, hogy egy kirint vásároljanak tőle, ami, a legenda szerint, gazdája minden kívánságát teljesíti. De mint mindennek, ennek a kívánságnak is ára van, amit vérrel kell megfizetnie valakinek. |
| #5    | Day Nursery Leon D-re bízza kisöccsét, Christ, aki a szüleik halála után nem volt képes beilleszkedni nevelőszüleihez, ezért most Leonhoz került. Leonnak azonban dolgoznia kell, így D-re hárul az óvóbácsi szerepe. | |
| #5    | Darling Chris egy kóbor macskát talál a sikátorban, akiről kiderül, hogy egy királyi család kiskedvence aki elszökött otthonról, és nem is áll szándékában visszamenni. | |
| #5    | Dance A balett szépsége mellett gyilkos verseny is a táncosok között, és ebben az esetben egy táncosnak valóban a következő előadás lesz a hattyúdala. | |
| #5    | Megjelenés: - 1997. április – Ohzora Comic Creation – ISBN 4-8728-7154-5 - – TongLi – - 2004. március 2. – Tokyopop – ISBN 1-5918-2502-4 - 2006. május – Tokyopop – ISBN 3-8658-0385-7 | |
| #6    | | Discovery Egy perui gerillacsoport elrabolja D-t, és váltságdíjat akarnak követelni érte. Mikor Leon megpróbálja őt kiszabadítani szintén fogságba esik. Lévén egy rendőrért senki nem fog fizetni, az emberrablók végezni akarnak Leonnal. Hogy megmentse „megmentője” életét, D felajánlja, hogy elvezeti a felkelőket Eldorádó aranyvárosába.                                                                                           |
| #6    | December Karácsony van és nevelőszülei eljönnek Chris-ért, hogy hazavigyék a kisfiút az ünnepekre. Chris azonban nem akar velük menni és elbújik az állatkereskedésben. Az egyik díszes szobán találkozik egy kislánnyal, akinek mintha több személyisége lenne, ami nem is csoda, hiszen a lány egy háromfejű sárkány. | |
| #6    | Distance Egy kislány a család kutyájának leggyengébb kicsinyével siet orvoshoz, mikor összefut Chris-el. D befogadja az ebet amíg az megerősödik és hamarosan a kutya meg is hálálja hűséges gazdájának a törődést. Még ha a hála első látásra nem is annak tűnik. | |
| #6    | Flowers and the Detective-Part 3 D csomagot kap nagyapjától, melyben egy különleges, cseresznyevirágokkal díszített kimonó talál amely megelevenedik Leon szeme láttára. | |
| #6    | Megjelenés: - 1997. május – Ohzora Comic Creation – ISBN 4-8728-7171-5 - 1998. november 5. – TongLi – ISBN 9-5734-7156-6 - 2004. május 4. – Tokyopop – ISBN 1-5918-2503-2 - 2006. augusztus – Tokyopop – ISBN 3-8658-0386-5 | |
| #7    | | Doom Leon rossz bőrben van. Társával sarokba szorítottak egy bankrabló, akiről kiderült, hogy gyermekkori barátja, és amíg habozott, a rabló megölte a társát. D egy pillangót ajándékoz Leonnak, ami segíthet neki „átvészelni” a történteket. Mikor Leon másnap felébred, társa ismét életben van, de a változásoknak ezzel még koránt sincs vége.                                                                                       |
| #7    | Donor Leon egy különös fiatal lánnyal találkozik az utcán, aki mintha D ikerhúga lenne, de D nem tud róla, hogy lenne testvére. | |
| #7    | Duty D-t és Leon öccsét, Chris-t egy bérgyilkosan kiképzett gyermek ejti túszul. | |
| #7    | Diet D egy cukrászdában megismerkedik egy molett kislánnyal, akit alkata miatt bűntudat gyötör, ezért D egy „személyi edzőt” bocsát a lány rendelkezésére. Közben egy modell is felkeresi az állatkereskedést aki kifogástalan alakja ellenére szintén fogyni akar. De persze mint mindennek, ennek is ára van. | |
| #7    | Megjelenés: - 1997. augusztus – Ohzora Comic Creation – ISBN 4-8728-7182-0 - 1999. március 20. – TongLi – ISBN 9-5734-7157-4 - 2004. július 6. – Tokyopop – ISBN 1 59182 5040 - 2006. november – Tokyopop – ISBN 3-8658-0387-3 | |
| #8    | | Deep D, Leon és Chris jól megérdemelt szabadságukat töltik egy szigeten. Megismerkednek egy öreg halásszal, aki azt állítja, hogy évekkel ezelőtt egy sellő miatt veszett oda egy egész hajó legénysége, és csak ő élte túl a katasztrófát. Azóta csak annak él, hogy megtalálja és megölje a teremtményt. Egy hajókázás során D a tengerbe zuhan és mikor végül sikerül rátalálniuk a parton, D mintha elveszítette volna az emlékezetét. |
| #8    | Dummy Egy család most költözött új otthonába és szeretnének egy házikedvencet is. Csakhogy a család minden tagjának merőben más elképzelése van az ideális háziállatról, de ez persze nem jelent gondot D-nek, hogy kielégítse vásárlói minden igényét. | |
| #8    | Déjà Vu Leon egy híres színésznőt testvérgyilkossággal gyanúsít, de persze az eset nem olyan egyszerű, amilyennek első látásra tűnik. | |
| #8    | Flowers, the Detective and the Detective’s Little Brother D a kínai holdünnepre készül és egy felkavaró történetet mesél Chris-nek a Holdon élő nyúlról és Kaguja hercegnőről, ami egyáltalán nem tetszik Leonnak. | |
| #8    | Megjelenés: - 1997. december – Ohzora Comic Creation – ISBN 4-8728-7199-5 - 1999. május 15. – TongLi – ISBN 9-5734-7868-4 - 2004. szeptember 7. – Tokyopop – ISBN 1-5918-2505-9 - 2007. február – Tokyopop – ISBN 3-8658-0388-1 | |
| #9    | | Duel D-t mindenki ajándékokkal ostromolja. Ennek oka, hogy a kínai maffia feje elhunyt, és D-nél van az a hatalmát jelképező tárgya, aminek birtokában valaki a maffiavezér utóda lehet. D ezúttal azonban végzetes hibát követ el azzal, hogy kinek adja. |
| #9    | Durableness Egy kislányt éber lidércnyomásban él, mert valaki mindig meggyilkolja a háziállatait. | |
| #9    | Desperation Leon egy régi ellensége elrabolja D-t és Chris-t, ám maga az emberrabló is segítségre szorul. | |
| #9    | Dynasty Egy fiatal lány minden éjjel D-ről álmodik, és azt akarja, hogy vegye feleségül. Kiderül, hogy az álmok mögött egy régi, két évszázaddal ezelőtt megköttetett szerződés rejtélye van. | |
| #9    | Megjelenés: - 1998. április – Ohzora Comic Creation – ISBN 4-8728-7225-8 - 1999. július 25. – TongLi – ISBN 9-5734-7869-2 - 2004. november 2. – Tokyopop – ISBN 1-5918-2506-7 - 2007. május – Tokyopop – ISBN 3-8658-0389-X | |
| #10   | | Departure Chris-t meglátogatja két mostohanővére és azt szeretnék ha Chris újra velük lakna. Eközben Leont egy FBI ügynök keresi fel aki szintén rácsok mögött akarja látni D-t. |
| #10   | Dissapearance Leon és az FBI-ügynök felkeresik D-t, de ő elhagyta az állatkereskedést és mintha a föld nyelte volna el. Az FBI-ügynök távol a várostól veszi D-t üldözőbe, Leon pedig találkozik a városban valakivel akiről azt hiszi, hogy D. | |
| #10   | Duplication D és az FBI-ügynök visszafelé tartanak a városba, eközben Leon rájön, hogy akivel találkozott az nem D, hanem D apja. Az idősebb D gyilkos játékra kényszeríti Leont. | |
| #10   | D Minden rejtélyre fény derül és az állatkereskedés egyelőre bezárja kaputi San Franciscoban. | |
| #10   | Megjelenés: - 1998. augusztus – Ohzora Comic Creation – ISBN 4-8728-7251-7 - – TongLi – - 2005. január 11. – Tokyopop – ISBN 1-5953-2185-3 - még nem jelent meg – Tokyopop – ISBN 3-8658-0390-3 | |

### Bunkoban kötetek
| Kötet | Borító | Fejezetek | Megjelenés                                             |
| ----- | ------ | --------- | ------------------------------------------------------ |
| #1    |        |           | 2002. augusztus – Asahi Sonorama – ISBN 4-2577-2171-5  |
| #2    |        |           | 2002. szeptember – Asahi Sonorama – ISBN 4-2577-2176-6 |
| #3    |        |           | 2002. október – Asahi Sonorama – ISBN 4-2577-2180-4    |
| #4    |        |           | 2002. november – Asahi Sonorama – ISBN 4-2577-2185-5   |
| #5    |        |           | 2002. december – Asahi Sonorama – ISBN 4-2577-2188-X   |
| #6    |        |           | 2003. január – Asahi Sonorama – ISBN 4-2577-2192-8     |
| #7    |        |           | 2003. február – Asahi Sonorama – ISBN 4-2577-2196-0    |

## Sin Petshop of Horrors

### Tankóbon kötetek
| Kötet | Borító          | Fejezetek      | Megjelenés                                             |
| ----- | --------------- | -------------- | ------------------------------------------------------ |
| #1    | [               | Domestic       | 2005. január – Asahi Sonorama – ISBN 4-2579-0521-2     |
| #1    | [               | Double-Booking | 2005. január – Asahi Sonorama – ISBN 4-2579-0521-2     |
| #1    | [               | Dust           | 2005. január – Asahi Sonorama – ISBN 4-2579-0521-2     |
| #1    | [               | Door           | 2005. január – Asahi Sonorama – ISBN 4-2579-0521-2     |
| #2    |                 | Decoration     | 2005. szeptember – Asahi Sonorama – ISBN 4-2579-0539-5 |
| #2    | Dealer          |                | 2005. szeptember – Asahi Sonorama – ISBN 4-2579-0539-5 |
| #2    | Da capo         |                | 2005. szeptember – Asahi Sonorama – ISBN 4-2579-0539-5 |
| #2    | Dignity         |                | 2005. szeptember – Asahi Sonorama – ISBN 4-2579-0539-5 |
| #3    |                 | Deathtrap      | 2006. szeptember – Asahi Sonorama – ISBN 4-2579-0561-1 |
| #3    | Double exposure |                | 2006. szeptember – Asahi Sonorama – ISBN 4-2579-0561-1 |
| #3    | Dream land      |                | 2006. szeptember – Asahi Sonorama – ISBN 4-2579-0561-1 |
| #3    | Dalsegno        |                | 2006. szeptember – Asahi Sonorama – ISBN 4-2579-0561-1 |
| #4    |                 |                | 2007. április – Asahi Sonorama – ISBN 4-2579-0576-X    |
| #4    |                 |                | 2007. április – Asahi Sonorama – ISBN 4-2579-0576-X    |
| #4    |                 |                | 2007. április – Asahi Sonorama – ISBN 4-2579-0576-X    |
| #4    |                 |                | 2007. április – Asahi Sonorama – ISBN 4-2579-0576-X    |

### Bunkoban kötetek
| Kötet | Borító | Fejezetek | Megjelenés                                           |
| ----- | ------ | --------- | ---------------------------------------------------- |
| #1    |        |           | 2006. december – Asahi Sonorama – ISBN 4-2577-2399-8 |

## Albumok
- Petshop of Horrors Maborosi no Hana Joi no Tsuki  2006. szeptember – Asahi Sonorama – ISBN 4-2570-3736-9